# Nene
Nene (寧寧 (Ninh Ninh)/ ねね 1547 - 17 tháng 10, 1624) hay thường gọi là là Kōdai-in (高台院 (Cao Đài viện)/ こうだいいん), là một phụ nữ quý tộc trong thời đại Sengoku và thời đại Edo trong Lịch sử Nhật Bản.
Bà nổi tiếng vì sắc đẹp, sự thông tuệ đỉnh cao và việc bà kết hôn với Toyotomi Hideyoshi, người đàn ông quyền lực nhất lúc bấy giờ của Nhật Bản. Bà là một đại biểu nhân vật của câu nói Tao khang chi thê (糟糠之妻) của văn hóa Nhật Bản.
Nene còn được biết đến qua việc được tặng danh hiệu Bắc Chánh sở (北政所; Kita no Mandokoro), một tôn hiệu cao quý vốn dành cho các mệnh phụ có địa vị cao quý trong xã hội quý tộc Nhật Bản.

## Thân thế
Bắc Chánh sở phu nhân, Cao Đài viện, được cho là sinh vào khoảng năm 1547, xuất thân từ danh môn samurai, bà là con gái của Sugihara Sadatoshi (杉原定利; Sam Nguyên Định Lợi) và Triều Nhật điện (朝日殿, あさひどの).
Trong lịch sử, bà thường được gọi với tôn hiệu Bắc Chánh Sở, một phong hiệu cao quý mà sau khi kết hôn với Toyotomi Hideyoshi bà mới được nhận. Nguyên danh của bà có nhiều thuyết, như Ninh Tử (寧子), Ninh Ninh (寧寧; ねね), Tử Vi (子為; ねい), quan phương chánh thức ghi nhận danh húy là Cát Tử (吉子).

## Hôn nhân
Khoảng năm 1561, bà cưới Toyotomi Hideyoshi, người sau này sẽ trở thành một trong ba người thống nhất vĩ đại của Nhật Bản. Lúc bấy giờ, Hideyoshi chưa thành danh, và cuộc hôn nhân của 2 người không gây được tiếng vang trong giới quý tộc. Dẫu vậy, đó là một cuộc hôn nhân hạnh phúc và Hideyoshi rất kính trọng người vợ cao quý này của mình.
Sau khi Hideyoshi nhậm chức Quan bạch năm 1585, Nene nhận tước hiệu Bắc Chánh sở (Kita no Mandokoro).
Là vợ của Hideyoshi, Nene nổi tiếng vì là người ông hay tâm tình trò chuyện nhất. Vì bà là con gái của samurai, bà có quan hệ họ hàng với vài thuộc hạ của Hideyoshi. Trong đó có Sugihara Ietsugu (bác của Nene), Kinoshita Iesada (anh của Nene), Kobayakawa Hideaki (cháu của Nene) và Asano Nagamasa (anh rể của Nene). Asano sau này sẽ giữ một vị trí quan trọng trong triều đình khi Hideyoshi lên năm quyền.
Mặc dù Nene không sinh người con nào cho Hideyoshi (có lẽ bà là người vô sinh), bà được biết đến là một người phụ nữ thông minh và đôi khi đưa ra lời khuyên Hideyoshi về công việc chính sự qua các lá thư. Khi Hideyoshi được ban một thái ấp rộng lớn ở tỉnh Ōmi sau khi gia tộc Azai và gia tộc Asakura bị đánh bại, ông miễn thuế ở sở chỉ huy của mình tại Nagahama, nhưng sau đó bội ước không cho dân chúng được hưởng ưu đãi thuế đắc biệt. Tuy vậy, Nene phản đối quyết định thứ hai của Hideyoshi, và kết quả là Hideyoshi hủy bỏ nó và lại giảm thuế cho nhân dân. Dịp khác, Nene lại đưa ra lời khuyên cho Hideyoshi về các sự vụ với dân chúng.
Có một câu chuyện được ghi lại rằng, Hideyoshi thường xuyên viết thư cho Nene về những việc mà ông làm đã đến đâu. Hideyoshi làm việc này sau cuộc xâm lược lãnh địa của Sassa Narimasa ở vùng Hokuriku và sau chiến dịch đánh gia tộc Shimazu, và có lẽ trong suốt sự nghiệp của ông.
Khi Hideyoshi thống nhất Nhật Bản, Nene thường đi dự tiệc cùng ông. Nene lịch sự và nhã nhặn với khách của mình mọi lúc mọi nơi, và khi Thiên hoàng Go-Yozei cùng đoàn tùy tùng đến dinh thự Kyotite của Hideyoshi năm 1588, Nene tự động tặng rất nhiều quà cho khách của Hideyoshi. Nene lo lắng cho Hideyoshi kể cả khi ông đang trên giường bệnh. Cuối cùng, khi Hideyoshi đang hấp hối, bà thậm chí khẩn cầu triều đình tiến hành cúng lễ và nhảy múa để cầu cho Hideyoshi chóng hồi phục.
Mặc dù được sủng ái, Nene vẫn cạnh tranh với những người phụ nữ khác của Hideyoshi để được ông chú ý đến, như Yodo-Dono. Trong bức thư do Oda Nobunaga gửi cho Nene, Oda Nobunaga cũng lưu ý về việc Hideyoshi đôi khi không hài lòng với Nene. Trong khi tình yêu giữa Nene và Hideyoshi là đến từ cả hai bên, Hideyoshi vẫn có vài thê thiếp vì Nene không sinh được cho ông đứa con nào.
Có những tin đồn, dù chưa được kiểm chứng, rằng trong trận Sekigahara, Nene đã đứng về phía nhà gia tộc Tokugawa. Các tin đồn khác cho rằng trước khi bà kết hôn với Hideyoshi, Maeda Toshiie, một chư hầu của cả Oda và Toyotomi, từng say đắm bà.

## Quả phụ
Năm 1598, Toyotomi Hideyoshi qua đời. Nene quyết định đi tu, lấy pháp danh là Cao Đài viện (高台院; こうだいいん; Kōdai-In) và dựng Cao Đài tự (高台寺) ở Kyoto.
Nơi đó trở thành mộ của chồng bà, mẹ của ông là Đại Chánh sở (大政所) và sau đó là Toyotomi Hideyori. Trong cuộc chiến giành quyền lực giữa Toyotomi Hideyori và Tokugawa Ieyasu, bà đứng về phía Ieyasu. Sau khi qua đời, Nene được chôn cất ở đây, nhận tôn hiệu đầy đủ là Cao Đài viện hồ nguyệt tâm công (高台院湖月心公).

## Nội dung bức thư của Nobunaga Oda gửi Nene
...Đã một khoảng thời gian từ khi lần đầu gặp nàng, nàng càng ngày càng đẹp hơn. Tokichiro (Hideyoshi) than phiền về nàng liên tục và điều đó thật quá đáng. Trong khi "chuột hói" (Hideyoshi) bận rộn đi tìm một người phụ nữ tốt, nàng vẫn tỏ ra cao quý và thanh lịch. Đừng ghen tị. Hãy cho Hideyoshi thấy lá thư này...

## Trong văn hóa đại chúng
Nene xuất hiện trong Samurai Warriors 2, hình ảnh một nữ ninja cầm một đôi đoản kiếm, ban đầu giữ vị trí của Kunoichi từ bản Samurai Warriors.
Trong trò Warriors Orochi, bà là một trong những địch thủ mạnh của quân Tào, nhưng cuối cùng bà lại theo Tào Phi.
1. Cách mở khóa bà:
2. Chọn Wei-Chapter 3-X: Conquest of Ji Province
3. Làm theo thứ tự:
4. Trong vòng 4 phút, bạn phải
5. 1. Đánh thắng Katsunaga Mori & Yukinaga Konishi
6. 2. Đánh thắng Hidenaga Hashiba và Hideaki Kobayakawa
7. 3. Đánh thắng các tướng bên cạnh Isikawa Goemon để giải thoát ông, sau đó đi theo Goemon và kill tất cả các Spies captain (quân ninja)
8. 4. Đánh thắng 2 nhân bản của Nene, sau đó kill Fuma Kotaro & Hattori Hanzo, cuối cùng chiến thắng Nene.